# SC Rot-Weiß Oberhausen-Rhld. 1904 1974-1975
Questa voce raccoglie le informazioni riguardanti il SC Rot-Weiß Oberhausen-Rhld. 1904 nelle competizioni ufficiali della stagione 1974-1975.

## Stagione
Nella stagione 1974-1975 il Rot Weiss Oberhausen, allenato da Adi Preißler e Albert Becker, concluse il campionato di 2. Bundesliga al 18º posto. In Coppa di Germania il Rot Weiss Oberhausen fu eliminato al secondo turno dal Bayern Monaco.

## Rosa
| N. |                     | Ruolo | Calciatore              |
| -- | ------------------- | ----- | ----------------------- |
|    | Germania (bandiera) | P     | Dieter Ferner           |
|    | Germania (bandiera) | P     | Hans-Jürgen van de Sand |
|    | Germania (bandiera) | D     | Friedhelm Dick          |
|    | Germania (bandiera) | D     | Dieter Hentschel        |
|    | Germania (bandiera) | D     | Jürgen Jäger            |
|    | Germania (bandiera) | D     | Friedhelm Kobluhn       |
|    | Germania (bandiera) | D     | Manfred Pyta            |
|    | Serbia (bandiera)   | D     | Stojan Vukašinović      |
|    | Germania (bandiera) | D     | Hermann-Josef Wilbertz  |
|    | Germania (bandiera) | C     | Dirk Heun               |
|    | Italia (bandiera)   | C     | Piero Lussu             |

| N. |                     | Ruolo | Calciatore        |
| -- | ------------------- | ----- | ----------------- |
|    | Germania (bandiera) | C     | Reinhard Möhlmann |
|    | Germania (bandiera) | C     | Werner Ohm        |
|    | Germania (bandiera) | C     | Willi Quasten     |
|    | Serbia (bandiera)   | C     | Dragan Stojanović |
|    | Germania (bandiera) | A     | Werner Greth      |
|    | Germania (bandiera) | A     | Erwin Königsmann  |
|    | Germania (bandiera) | A     | Rudi Neufeld      |
|    | Germania (bandiera) | A     | Norbert Rittmann  |
|    | Germania (bandiera) | A     | Paul Scheermann   |
|    | Germania (bandiera) | A     | Hans Schumacher   |
|    | Germania (bandiera) | A     | Peter Surray      |

## Organigramma societario
Area tecnica
- Allenatore: Albert Becker
- Allenatore in seconda:
- Preparatore dei portieri:
- Preparatori atletici:

## Calciomercato

### Sessione estiva
| Acquisti | Acquisti           | Acquisti     | Acquisti |
| R.       | Nome               | da           | Modalità |
| -------- | ------------------ | ------------ | -------- |
| C        | Dragan Stojanović  | Radnički Niš |          |
| A        | Walter Krause      | Amburgo      |          |
| D        | Stojan Vukašinović | OFK Belgrado |          |

| Cessioni | Cessioni       | Cessioni        | Cessioni |
| R.       | Nome           | a               | Modalità |
| -------- | -------------- | --------------- | -------- |
| D        | Ditmar Jakobs  | TeBe Berlino    |          |
| C        | Lothar Kobluhn | Wattenscheid 09 |          |

### Sessione invernale
| Acquisti | Acquisti | Acquisti | Acquisti |
| R.       | Nome     | da       | Modalità |
| -------- | -------- | -------- | -------- |

| Cessioni | Cessioni      | Cessioni | Cessioni |
| R.       | Nome          | a        | Modalità |
| -------- | ------------- | -------- | -------- |
| A        | Walter Krause | Duisburg |          |

## Risultati

### 2. Bundesliga

#### Girone di andata
| Arbitro: | Oltmann |

|             |           |                |
| Hanisch 59’ | Marcatori | 83’ Scheermann |

| Arbitro: | Wippker |

|                           |           |                     |
| Krause 25’ Scheermann 68’ | Marcatori | 5’ Graul 79’ Lienen |

| Arbitro: | Jensen |

|                                                                       |           |                          |
| Wehmeyer 2’ Herbeck 8’ Kaemmer 56’ (rig.) Stegmayer 73’ Kasperski 86’ | Marcatori | 42’ Greth 84’ Königsmann |

| Arbitro: | Roth |

|            |           |                             |
| Krause 31’ | Marcatori | 15’ Hattenberger 68’ Struth |

| Arbitro: | Hoppe |

|  |           |            |
|  | Marcatori | 15’ Krause |

| Arbitro: | Lüling |

|                               |           |            |
| Krause 6’ Wilbertz 89’ (rig.) | Marcatori | 55’ Walter |

| Arbitro: | Eschweiler |

|                                             |           |  |
| Wolf 6’ Huber 15’ Goldbach 42’ Schwarze 86’ | Marcatori |  |

| Arbitro: | Wahmann |

|                     |           |  |
| Wilbertz 56’ (rig.) | Marcatori |  |

| Arbitro: | Rieb |

|                                 |           |                 |
| Wilbertz 63’ (rig.) Quasten 66’ | Marcatori | 87’ (rig.) Blau |

| Arbitro: | Oltmann |

|            |           |           |
| Schock 65’ | Marcatori | 38’ Greth |

| Arbitro: | Wichmann |

|                                             |           |            |
| Krause 11’, 20’, 41’ Wilbertz 37’ Greth 45’ | Marcatori | 12’ Krause |

| Arbitro: | Kohnen |

|                 |           |           |
| Koschmieder 38’ | Marcatori | 61’ Greth |

| Arbitro: | Küster |

|                        |           |                            |
| Krause 2’ Wilbertz 53’ | Marcatori | 15’ Jendrossek 30’ Kobluhn |

| Arbitro: | Horstmann |

|             |           |            |
| Rudloff 48’ | Marcatori | 32’ Krause |

| Oberhausen 17 novembre 1974, ore 15:00 CET 15ª giornata | RW Oberhausen | 0 – 0 referto | St. Pauli | Niederrheinstadion (6 000 spett.)\| Arbitro: \| Hilker \| |
| Arbitro:                                                | Hilker        |               |           |                                                           |

| Arbitro: | Kaiser |

|                                               |           |  |
| Hotopp 2’ Götz 18’, 90’ Struckmann 53’ (rig.) | Marcatori |  |

| Arbitro: | Milkert |

|         |           |                                 |
| Heun 2’ | Marcatori | 45’ Riepert 83’ (rig.) Trimhold |

| Arbitro: | Schütte |

|            |           |         |
| Sikora 35’ | Marcatori | 3’ Heun |

| Arbitro: | Hillebrand |

|             |           |                                   |
| Quasten 62’ | Marcatori | 42’ Funkel 79’ Lüttges 85’ Falter |

#### Girone di ritorno
| Arbitro: | Gabriel |

|                                 |           |  |
| Wilbertz 65’ (rig.) Neufeld 77’ | Marcatori |  |

| Arbitro: | Kohnen |

|           |           |                |
| Graul 85’ | Marcatori | 67’ Königsmann |

| Arbitro: | Eschweiler |

|  |           |                                  |
|  | Marcatori | 50’, 80’, 88’ Dahl 54’ Kasperski |

| Arbitro: | Waltert |

|            |           |  |
| Backes 89’ | Marcatori |  |

| Arbitro: | Risse |

|                     |           |          |
| Wilbertz 57’ (rig.) | Marcatori | 50’ Fock |

| Arbitro: | Schütte |

|                                 |           |          |
| Kucharski 51’, 78’ Baumanns 82’ | Marcatori | 22’ Heun |

| Arbitro: | Porta |

|  |           |                                         |
|  | Marcatori | 24’, 77’ Ackermann 61’ Votava 86’ Varga |

| Arbitro: | Leyding |

|                                       |           |                |
| Hansing 59’, 65’ Hentschel 87’ (aut.) | Marcatori | 13’, 76’ Jäger |

| Arbitro: | Wippker |

|          |           |  |
| Kipp 89’ | Marcatori |  |

| Arbitro: | Milkert |

|            |           |                |
| Neufeld 7’ | Marcatori | 80’ Mühlenberg |

| Arbitro: | Hoppe |

|                        |           |  |
| Kemmer 47’ Schäfer 62’ | Marcatori |  |

| Arbitro: | Kohnen |

|           |           |               |
| Jäger 15’ | Marcatori | 58’ Ressemann |

| Arbitro: | Kindervater |

|                                       |           |  |
| Babington 41’ (rig.), 45’ (rig.), 70’ | Marcatori |  |

| Arbitro: | Roth |

|  |           |             |
|  | Marcatori | 69’ Rudloff |

| Arbitro: | Zuchantke |

|                                         |           |                |
| Neumann 3’, 54’ Höfert 38’ Petersen 83’ | Marcatori | 24’ Königsmann |

| Arbitro: | Waltert |

|                           |           |                          |
| Heun 29’ Noldt 57’ (aut.) | Marcatori | 20’, 45’ Götz 81’ Hotopp |

| Arbitro: | Rieb |

|            |           |                |
| Zimmer 33’ | Marcatori | 44’ Scheermann |

| Oberhausen 8 giugno 1975, ore 15:00 CET 37ª giornata | RW Oberhausen | 0 – 0 referto | Mülheim-Styrum | Niederrheinstadion (2 000 spett.)\| Arbitro: \| Kopka \| |
| Arbitro:                                             | Kopka         |               |                |                                                          |

| Krefeld 15 giugno 1975, ore 15:00 CET 38ª giornata | Bayer Uerdingen | 0 – 0 referto | RW Oberhausen | Grotenburg Stadion (7 500 spett.)\| Arbitro: \| Milkert \| |
| Arbitro:                                           | Milkert         |               |               |                                                            |

### Coppa di Germania
| Oberhausen 7 settembre 1974 Primo turno                                                                         | RW Oberhausen | 4 – 2 (d.t.s.) referto   | TuS Langerwehe | Niederrheinstadion |
| \| \| \| \| \| Scheermann 54’ Schumacher 112’ Jakobs 118’ Heun 119’ \| Marcatori \| 51’ Winter 114’ Schröder \| |               |                          |                |                    |
| |               |                          |                |                    |
| Scheermann 54’ Schumacher 112’ Jakobs 118’ Heun 119’                                                            | Marcatori     | 51’ Winter 114’ Schröder |                |                    |

| Arbitro: | Dittmer |

|                                 |           |  |
| Müller 55’ Hentschel 59’ (aut.) | Marcatori |  |

## Statistiche

### Statistiche di squadra
| Competizione      | Punti | In casa | In casa | In casa | In casa | In casa | In casa | In trasferta | In trasferta | In trasferta | In trasferta | In trasferta | In trasferta | Totale | Totale | Totale | Totale | Totale | Totale | DR  |
| Competizione      | Punti | G       | V       | N       | P       | Gf      | Gs      | G            | V            | N            | P            | Gf           | Gs           | G      | V      | N      | P      | Gf     | Gs     | DR  |
| ----------------- | ----- | ------- | ------- | ------- | ------- | ------- | ------- | ------------ | ------------ | ------------ | ------------ | ------------ | ------------ | ------ | ------ | ------ | ------ | ------ | ------ | --- |
| 2. Bundesliga     | 27    | 19      | 5       | 7       | 7       | 24      | 29      | 19           | 1            | 8            | 10           | 14           | 37           | 38     | 6      | 15     | 17     | 38     | 66     | -28 |
| Coppa di Germania | -     | 1       | 1       | 0       | 0       | 4       | 2       | 1            | 0            | 0            | 1            | 0            | 2            | 2      | 1      | 0      | 1      | 4      | 4      | 0   |
| Totale            | 27    | 20      | 6       | 7       | 7       | 28      | 31      | 20           | 1            | 8            | 11           | 14           | 39           | 40     | 7      | 15     | 18     | 42     | 70     | -28 |

### Andamento in campionato
| Giornata  | 1 | 2 | 3  | 4  | 5  | 6  | 7  | 8  | 9 | 10 | 11 | 12 | 13 | 14 | 15 | 16 | 17 | 18 | 19 | 20 | 21 | 22 | 23 | 24 | 25 | 26 | 27 | 28 | 29 | 30 | 31 | 32 | 33 | 34 | 35 | 36 | 37 | 38 |
| --------- | - | - | -- | -- | -- | -- | -- | -- | - | -- | -- | -- | -- | -- | -- | -- | -- | -- | -- | -- | -- | -- | -- | -- | -- | -- | -- | -- | -- | -- | -- | -- | -- | -- | -- | -- | -- | -- |
| Luogo     | T | C | T  | C  | T  | C  | T  | C  | C | T  | C  | T  | C  | T  | C  | T  | C  | T  | C  | C  | T  | C  | T  | C  | T  | C  | T  | T  | C  | T  | C  | T  | C  | T  | C  | T  | C  | T  |
| Risultato | N | N | P  | P  | V  | V  | P  | V  | V | N  | V  | N  | N  | N  | N  | P  | P  | N  | P  | V  | N  | P  | P  | N  | P  | P  | P  | P  | N  | P  | N  | P  | P  | P  | P  | N  | N  | N  |
| Posizione | 8 | 9 | 16 | 19 | 13 | 10 | 11 | 11 | 8 | 7  | 7  | 6  | 7  | 8  | 7  | 8  | 9  | 10 | 13 | 11 | 10 | 11 | 12 | 12 | 14 | 16 | 16 | 17 | 17 | 17 | 16 | 17 | 17 | 18 | 19 | 19 | 18 | 18 |

Legenda:

Luogo: C = Casa; T = Trasferta. Risultato: V = Vittoria; N = Pareggio; P = Sconfitta.

### Statistiche dei giocatori
| Giocatore      | 2. Bundesliga | 2. Bundesliga | 2. Bundesliga | 2. Bundesliga | Coppa di Germania | Coppa di Germania | Coppa di Germania | Coppa di Germania | Totale   | Totale | Totale      | Totale     |
| Giocatore      | Presenze      | Reti          | Ammonizioni   | Espulsioni    | Presenze          | Reti              | Ammonizioni       | Espulsioni        | Presenze | Reti   | Ammonizioni | Espulsioni |
| -------------- | ------------- | ------------- | ------------- | ------------- | ----------------- | ----------------- | ----------------- | ----------------- | -------- | ------ | ----------- | ---------- |
| F. Dick        | 0             | 0             | 0             | 0             | 0                 | 0                 | 0                 | 0                 | 0        | 0      | 0           | 0          |
| D. Ferner      | 37            | 0             | 0             | 0             | 2                 | 0                 | 0                 | 0                 | 39       | 0      | 0           | 0          |
| W. Greth       | 35            | 4             | 3             | 0             | 2                 | 0                 | 0                 | 0                 | 37       | 4      | 3           | 0          |
| D. Hentschel   | 31            | 0             | 4             | 0             | 1                 | 0                 | 0                 | 0                 | 32       | 0      | 4           | 0          |
| D. Heun        | 35            | 4             | 1             | 0             | 2                 | 1                 | 0                 | 0                 | 37       | 5      | 1           | 0          |
| D. Jakobs      | 6             | 0             | 0             | 0             | 1                 | 1                 | 0                 | 0                 | 7        | 1      | 0           | 0          |
| J. Jäger       | 31            | 3             | 3             | 0             | 0                 | 0                 | 0                 | 0                 | 31       | 3      | 3           | 0          |
| F. Kobluhn     | 2             | 0             | 0             | 0             | 0                 | 0                 | 0                 | 0                 | 2        | 0      | 0           | 0          |
| W. Krause      | 16            | 9             | 3             | 0             | 2                 | 0                 | 0                 | 0                 | 18       | 9      | 3           | 0          |
| E. Königsmann  | 20            | 3             | 0             | 0             | 1                 | 0                 | 0                 | 0                 | 21       | 3      | 0           | 0          |
| P. Lussu       | 17            | 0             | 0             | 0             | 0                 | 0                 | 0                 | 0                 | 17       | 0      | 0           | 0          |
| R. Möhlmann    | 1             | 0             | 0             | 0             | 0                 | 0                 | 0                 | 0                 | 1        | 0      | 0           | 0          |
| R. Neufeld     | 36            | 2             | 3             | 0             | 2                 | 0                 | 0                 | 0                 | 38       | 2      | 3           | 0          |
| W. Ohm         | 38            | 0             | 0             | 0             | 1                 | 0                 | 0                 | 0                 | 39       | 0      | 0           | 0          |
| M. Pyta        | 2             | 0             | 0             | 0             | 0                 | 0                 | 0                 | 0                 | 2        | 0      | 0           | 0          |
| W. Quasten     | 30            | 2             | 2             | 0             | 2                 | 0                 | 0                 | 0                 | 32       | 2      | 2           | 0          |
| N. Rittmann    | 3             | 0             | 0             | 0             | 0                 | 0                 | 0                 | 0                 | 3        | 0      | 0           | 0          |
| P. Scheermann  | 27            | 3             | 2             | 0             | 2                 | 1                 | 0                 | 0                 | 29       | 4      | 2           | 0          |
| H. Schumacher  | 13            | 0             | 2             | 0             | 1                 | 1                 | 0                 | 0                 | 14       | 1      | 2           | 0          |
| D. Stojanović  | 15            | 0             | 0             | 0             | 1                 | 0                 | 0                 | 0                 | 16       | 0      | 0           | 0          |
| P. Surray      | 1             | 0             | 0             | 0             | 0                 | 0                 | 0                 | 0                 | 1        | 0      | 0           | 0          |
| S. Vukašinović | 25            | 0             | 5             | 2             | 2                 | 0                 | 0                 | 0                 | 27       | 0      | 5           | 2          |
| H. Wilbertz    | 37            | 7             | 2             | 0             | 2                 | 0                 | 0                 | 0                 | 39       | 7      | 2           | 0          |
| H. de Sand     | 1             | 0             | 0             | 0             | 0                 | 0                 | 0                 | 0                 | 1        | 0      | 0           | 0          |